# (34208) Danielzhang
2000 QR66 (asteroide 34208) é um asteroide da cintura principal. Possui uma excentricidade de 0.20122450 e uma inclinação de 4.79663º.
Este asteroide foi descoberto no dia 28 de agosto de 2000 por LINEAR em Socorro.